# Typhlotanais spiniventris
Typhlotanais spiniventris är en kräftdjursart som beskrevs av Dollfus 1897. Typhlotanais spiniventris ingår i släktet Typhlotanais och familjen Nototanaidae. Inga underarter finns listade i Catalogue of Life.